# Museo de La Plata
Il Museo de La Plata è un museo di scienze naturali ubicato nella città di La Plata, capitale della provincia di Buenos Aires, in Argentina. Fa parte della Facultad de Ciencias Naturales y Museo (Scuola di Scienze Naturali) dell'Università Nazionale di La Plata (UNLP). Nel 1997 è stato dichiarato Monumento Nazionale.
L'edificio, lungo 135 metri, ospita oggi tre milioni di fossili e reliquie (tra cui 44.000 oggetti botanici), un anfiteatro inaugurato nel 1992 e una biblioteca di 58.000 volumi, al servizio di oltre 400 ricercatori universitari. Circa 400.000 visitatori (l'8% dei quali provenienti da fuori dell'Argentina) varcano le sue porte ogni anno, tra cui un migliaio di ricercatori in visita.
Nel museo i reperti scientifici sono visibili e accessibili tramite QRpedia.

## Storia
I lavori di costruzione iniziarono nel 1884 e terminarono tre anni dopo. Il museo fu inaugurato il 19 novembre 1888.
Il museo è diviso in diverse aree come botanica, zoologia, antropologia, paleontologia e geologia.
Da alcuni anni il Museo partecipa alla “Notte dei Musei” dove le porte vengono aperte a tutto il pubblico fuori dall'orario normale per scoprire e partecipare alle proposte durante la notte.

## Autorità
Come lo confessava il suo fondatore «La Direzione di un Museo simile esige, tirannicamente, la dedizione esclusiva di una vita intera...». Il Direttore è responsabile del lavoro scientifico, il quale si realizza nei Dipartimenti Scientifici, così come le mostre e attività di divulgazione e trasferimento e alla comunità. La designazione delle autorità ricadde sempre su professori e ricercatori della casa, con tre uniche eccezioni: quella dello storico Ricardo Levene, quella del Capitano di Fregata Guillermo Wallbrecher e quella del suo successore, il botanico Giuseppe Fortunato Molfino.
| Nome e Cognome            | Periodo   |
| ------------------------- | --------- |
| Francisco Pascasio Moreno | 1884-1906 |
| Samuel A. Lafone Quevedo  | 1906-1920 |
| Luis María Torres         | 1920-1932 |
| Augusto C. Scala          | 1932-1933 |
| Ricardo Levene            | 1933-1934 |
| Joaquín Frenguelli        | 1934-1946 |
| Emiliano J. Mac Donagh    | 1946-1949 |
| Guillermo Wallbrecher     | 1950-1952 |
| José Fortunato Molfino    | 1952-1953 |
| Joaquín Frenguelli        | 1953-1955 |
| Tomás Suero               | 1955-1955 |
| Fernando Márquez Miranda  | 1955-1957 |
| Sebastián A. Guarrera     | 1957-1964 |
| Mario Egidio Teruggi      | 1964-1966 |
| Armando Vivante           | 1966-1967 |
| Luis De Santis            | 1967-1967 |
| Arturo J. Amos            | 1967-1970 |
| Edgardo O. Rolleri        | 1970-1972 |
| Humberto A. Fabris        | 1972-1973 |
| Victorio Angelleli        | 1973-1973 |
| Francisco Fidalgo         | 1973-1973 |
| Aníbal J. Figini          | 1973-1974 |
| Francisco Carnese         | 1974-1974 |
| Carmelo I. C. de Ferraris | 1974-1976 |
| Luis De Santis            | 1976-1976 |
| Jorge O. Kilmurray        | 1976-1980 |
| Sixto Coscarón            | 1980-1981 |
| Víctor Mauriño            | 1981-1983 |
| Oscar Arrondo             | 1983-1986 |
| Isidoro B. Schalamuk      | 1986-1992 |
| Edgardo O. Rolleri        | 1992-1994 |
| Mario Egidio Teruggi      | 1994-1996 |
| Rodolfo A. Raffino        | 1996-1999 |
| Silvia Ametrano           | 2001-2018 |
| Analía Lanteri            | 2018-     |

## Il museo nel cinema
- Nel film El aura (2005), di Fabián Bielinsky, il personaggio rappresentato dall'attore Ricardo Darín lavora come tassidermista per il Museo La Plata.[6]

- Nel cortometraggio Intersección (2008), di Nicolás Isasi, la prima scena si svolge sulle scale del Museo di Scienze Naturali di La Plata.[7]

- Il documentario El Perito en límites (2019), di Gustavo Lorenzo, presenta la storia della vita di Perito Moreno, fondatore del Museo La Plata, e la sua eredità come scienziato, naturalista, ambientalista, politico, esploratore e geografo.